# Тим Дрейк
Тимъти Джаксън „Тим“ Дрейк (на английски: Timothy Jackson „Tim“ Drake) е измислен персонаж и супергерой от вселената на ДиСи Комикс. Той е третият герой, който носи костюма на Робин. Създаден е от Марв Улфман и Пат Бродерик, а първата му поява е в „Батман“ бр. 436 през август 1989 г.